# Haemodracon
Haemodracon — рід геконоподібних ящірок родини Phyllodactylidae. Представники цього роду є ендеміками архіпелагу Сокотра в Індійському океані.

## Види
Рід Haemodracon нараховує 2 види:
- Haemodracon riebeckii (W. Peters, 1882)
- Haemodracon trachyrhinus (Boulenger, 1899)

## Етимологія
Наукова назва роду Haemodracon походить від сполучення слів дав.-гр. αἱμα — кров і δρακων — дракон. Родова назва вказує на сокотрійське драконове дерево, ендемічне для архіпелагу Сокотра, черована смола якого відома як «драконова кров».